# Chaim Lejb Fuks
Chaim Lejb Fuks (hebr. פוקס, חיים לייב), także Chaim Lejb Fuchs, Chaim Leib Fox, ps. Kh. Narkis, Kh. L. Ludzki, Mikhl Libling, Khlf, Khalef, FU, FS, Leye Grinboym (ur. 29 maja 1897 w Łodzi, zm. 6 marca 1984 w Nowym Jorku) – polsko-żydowski poeta, pisarz i dziennikarz

## Życiorys
Fuks był synem Rode – łódzkiego rabina i poety tworzącego w jidysz i w j. hebrajskim. Od 16 roku życia uczył się w jesziwie, a ponadto samodzielnie douczał się w zakresie nauk świeckich. W 1915 zadebiutował w łódzkiej gazecie „Fołksbłat” publikując po raz pierwszy swoje wiersze. Był współzałożycielem Łódzkiego Koła Literackiego, członkiem Koła Literatów Łódzkich i jego delegatem na pierwszą konferencję pisarzy jidysz w Polsce w 1919. Był autorem wierszy, opowiadań, esejów oraz recenzji dla wielu gazet, był także jednym z redaktorów: „Jung Idysz” (zarazem członkiem Jung Idysz), „Literatur” (redakcja wraz z: Herszem Danielewiczem) „S'feld”, „Gezangen”, „Szweln” (redakcja wraz z: Izraelem Rabonem), „Literarishe monatshrift”, „Fraytog”. W trakcie I wojny światowej został zmuszony do pracy przymusowej w Niemczech. Po powrocie do Łodzi działał w Bundzie i w syjonistycznym ruchu robotniczym. Zaangażował się w nielegalną Aliję. Dostał się do Izraela w 1936 gdzie dołączył do Hagany. Następnie w 1938 wrócił do Polski. Na przełomie 1939 i 1940 uciekł z Izraelem Rabonem do Białegostoku, następnie w latach 1940–1946 przebywał w ZSRR, by po II wojnie światowej powrócić do Łodzi, w której mieszkał do 1948. W okresie 1948–1953 przebywał w Paryżu, w którym założył i był przewodniczącym stowarzyszenia literackiego Jidysz oraz był współzałożycielem wspólnoty Żydów Europy Wschodniej. W 1953 wyemigrował do Stanów Zjednoczonych, gdzie zamieszkał w Nowym Jorku. W 1959 został członkiem zarządu Jidysz Pen Center. Publikował w ciągu całego życia w gazetach m.in. w Warszawie, Białymstoku, Moskwie, Wilnie, Paryżu, Mińsku, Nowym Jorku, Meksyku.

### Życie prywatne
W 1924 roku Fuks ożenił się z poetką Rikudą Potasz, z którą miał córkę  Awiwę (ur. 1926). Para rozwiodła się w 1934, a Rikuda wyjechała z córką do Palestyny.

## Wybrane dzieła i publikacje
- Dursztike Lemer (1926) – tomik poezji,
- Gioras lecter weg (1939),
- Zingt mir di welt (Pokaż mi świat, 1936) – tomik poezji[6],
- Dos blut ruft cu nekume (Krew woła o pomstę, 1941)[7],
- Sho fun Lid (1951),
- Leksykon fun der najer jidyszer literatur (Leksykon nowej żydowskiej literatury, 1961) – jako współtwórca,
- Di Teg Neygn di Kep (1969),
- Lodz szel majle (Łódź na wysokościach, 1972),
- 100 Yor Jidisze un Hebreisze Prese in Kanade (1980)[6].

W jidysz ponadto wydał m.in. następujące prace:
- Ulica Wschodnia w Łodzi,
- Życie literackie w Łodzi,
- Miasteczko żydowskie na granicy chińsko-sowieckiej,
- Zagłada Żydów polskich w pismach Kacenelsona, Brodersona i Segałowicza[8],
- Lodz majn hejm: in jortog fun der likwidacje fun lodżer geto (Łódź – mój dom: w rocznicę likwidacji łódzkiego getta, 1948)[9].